# Dismal Island
Dismal Island (von englisch dismal ‚düster, trostlos, jämmerlich‘, in Argentinien gleichbedeutend Islote Sombrío) ist eine 1,5 km lange, bis zu 60 m hohe und hauptsächlich vereiste Insel in der Marguerite Bay vor der Fallières-Küste des Grahamlands auf der Antarktischen Halbinsel. Sie ist die größte der Faure-Inseln.
Teilnehmer der Fünften Französischen Antarktisexpedition (1908–1910) unter der Leitung des Polarforschers Jean-Baptiste Charcot entdeckten und kartierten die Faure-Inseln im Jahr 1909. Der Falkland Islands Dependencies Survey nahm 1949 Vermessungen vor und benannte die Insel nach ihrem trostlosen und lebensfeindlichen Aussehen.